# Sagotia
Sagotia es un género perteneciente a la familia de las euforbiáceas con dos especies de plantas.

## Taxonomía
El género fue descrito por Henri Ernest Baillon y publicado en Adansonia 1: 53. 1860. La especie tipo es: Sagotia racemosa Baill.

## Especies aceptadas
A continuación se brinda un listado de las especies del género Sagotia aceptadas hasta marzo de 2014, ordenadas alfabéticamente. Para cada una se indica el nombre binomial seguido del autor, abreviado según las convenciones y usos.
- Sagotia brachysepala (Müll.Arg.) Secco
- Sagotia racemosa Baill.